# Santuari de la Mare de Déu del Cid
El Santuari de la Verge del Cid, conegut també com a Ermita de la Verge del Cid, és un edifici religiós catòlic, que es localitza en la rodalia de L'Anglesola (Província de Terol, Espanya). És un conjunt arquitectònic el pati del qual actua d'element articulador dels diferents volums, entre els quals destaquen l'ermita, l'hostatgeria i el pòrtic. Totes les construccions estan realitzades en maçoneria arrebossada combinada amb carreu en els angles i marcs de les obertures.
Està catalogada com Bé d'Interès Cultural, el procés es va iniciar en 1983 quan es va presentar l'expedient per a la declaració de l'Ermita de la Verge del Cid, situada en L'Anglesola com a Monument Històric-Artístic. Per la Llei 16/1985, de 25 de juny, del Patrimoni Històric Espanyol, es va modificar la denominació d'aquesta categoria per la de Béns d'Interès Cultural a través de la seva Disposició Addicional Primera. Al final, pel Decret 215/2001 de 18 de setembre, del Govern d'Aragó, va declarar Bé d'Interès Cultural, en la categoria de Monument, l'ermita, sota el nom oficial de “Santuari de la Verge del Cid”.

## Història
La primera referència escrita que es conserva sobre la qual es denomina “Església del Cid” data de l'any 1195 (segons estudis realitzats per J. Salvador, en 1890, qui a més recull la informació proporcionada per A. Piera en 1712 sobre l'ermita), i és d'un document de donació del rei Alfonso II d'Aragó a Gastón, maestre de l'Orde de Sant Redemptor, territori que posteriorment passarà a formar part de la Baylía de Cantavella. De la mateixa manera, aquesta mateixa Església del Cid reapareix nomenada en la carta de poblament de Cantavella, que va ser concedida pel monarca Pedro II d'Aragó l'any 1212. Aquestes referències posen de manifest que havia d'existir un edifici anterior a la conquesta cristiana i, per tant, d'origen diferent.
La devoció a la Verge del Cid té el seu origen en l'Edat Mitjana, moment en el qual esdevé un fet miraculós, ja que segons s'explica a un pastor se li va aparèixer una imatge tallada de la Verge just en el lloc on avui es troba el santuari. Es creu que la talla de la Verge estaria datada del segle xii i se li va donar el nom de “el Cid”, perquè segons explica la llegenda Rodrigo Díaz de Vivar, el Cid Campeador, la va visitar en reiterades ocasions.
De fet, el conjunt s'alça en el mateix lloc on a partir del segle ii es va edificar una primera construcció romana consistent en un conjunt epigràfic-monumental funerari (segons l'opinió d'Agustín Ventura en 1975, i els respectius estudis de Ferran Arasa i Gil, de la Universitat de València, en 1983 i 1987), en memòria de Marcus Domitius Proculus, que segons les inscripcions que es poden veure tant a l'interior com en l'exterior de l'actual ermita, que va morir amb disset anys i el seu pare, Marcus Domitius Seranus, va voler realitzar el monument en record del seu fill mort.
D'aquesta primera construcció es conserva el parament dret que coincideix amb el segon tram de l'ermita, formant part del mur contigu a l'hostatgeria, podent-se apreciar a simple vista carreus i motllures pertanyents al templet inicial.
També queden disseminats pel conjunt actual restes de columnes, capitells i làpides, donant lloc a un conglomerat d'elements arquitectònics de gran importància que posen en relleu el paper destacat que va haver de tenir aquesta zona. També existeixen dues esteles funeraries iberes, una, que es troba a l'interior, i una altra en l'exterior de l'Ermita, la qual cosa té la seva lògica, ja que la zona del Santuari és un conjunt arquitectònic que es complementa amb l'exterior del recinte fortificat d'època ibèrica.
La construcció de la primera ermita d'estil gòtic es remunta al segle xiv o principis del xv, que és una ermita d'una dimensió menor que les de la qual ha portat a l'actualitat. Aquest edifici sofreix una primera remodelació l'any 1546 en la qual es va ampliar l'ermita cap al nord i es va canviar l'absis gòtic per una capçalera recta amb girola central davant de l'altar, donant lloc a dos corredors enreixats que permeten l'accés a la capella situada darrere de la capçalera, que està dedicada al Sant Crist Miraculós, que es va construir en 1728.
Part de la decoració rococó que es va cobrir l'interior de l'ermita va quedar destrossat durant la contesa civil espanyola.

## Descripció
El conjunt del Santuari de la Verge del Cid està compost, per l'ermita, l'hostatgeria, dels segles xvi i xviii i la Font del Cid.
La primera ermita gòtica presentava planta rectangular, capçalera recta, una sola nau dividida en tres crugies més el cor alt (situat als peus de l'ermita, sobre un arc carpanell), la qual estava coberta per voltes de crucería. De fàbrica de maçoneria emblanquinada i carreu, en la qual cal destacar la porta d'accés, un arc de mig punt tot ell de carreus, així com el hastial que acaba en una espadanya per a dues campanes, i rematada amb cornisa corba de pedra.
Respecte de l'interior de l'ermita, presenta els murs i les voltes, amb abundant decoració amb motius pictòrics rococó, observant-se tant formes vegetals i sanefes en tons grisos i blancs, com a representacions de angelotes en tons taronges, blaus, verds, o cremes.
Per la seva banda, l'hostatgeria, que es troba adossada a l'ermita, presenta planta rectangular i dues altures. Per accedir a la mateixa es poden utilitzar dues portes en arc de mig punt. La façana principal presenta les finestres amb llinda i destaca la decoració d'una elles que presenta motllura.
En el seu interior sobresurten els paviments "enmorrillats", que tècnicament es coneixen com a Opus Barbaricum, amb motius geomètrics, destacant un laberint.
El conjunt es completa amb la plaça, o pati central, tancat en els seus flancs aquest i sud per un pòrtic cobert de 35,5 metres de longitud (en el seu costat sud) i 19 metres (en el seu costat est). Presenta a més obertures amb llinda sobre columnes, que són originaris de l'església parroquial de La Iglesuela, i traslladats aquí després de la remodelació que va sofrir aquest edifici en 1748, moment en el qual van eliminar aquests elements constructius.